# Јелена Јовановић (певачица)
Јелена Јовановић (Београд, 12. мај 1990) српска је певачица.

## Каријера
Јелена је своју каријеру започела учествовањем на многим изборима за мис док је на некима освојила и титуле. Док је музичку каријеру започела као учесница музичког такмичења Звезде Гранда у сезони 2008/2009, али се није пласирала у финале. После чега је наставила музичку каријеру, да би се убрзо потом опробала и као глумица у телевизијским серијама. Фотографисала се за Српско издање часописа Плејбој 2012. године. Била је учесница пете сезоне ријалити-шоуа Фарма која је емитована 2013. године. Као и једна од највише праћених јавних личности од стране папараца за емисију Папарацо лов и „жртва“ екипе Немогућа мисија. На првом Пинковом фестивалу који је одржан 28. априла 2014. године представила је нови хит Херој. Позната је по провокативним наступима и спотовима.
Одржала је са својим бендом хуманитарни концерт за грађане који су остали без домова током немилосрдних поплава 24. маја у клубу Б Један, Пожаревац.

## Филмографија
| Год.       | Назив                | Улога      |
| ---------- | -------------------- | ---------- |
| 2010.-те   |                      |            |
| 2010.      | Сељаци (ТВ серија)   | Апотекарка |
| 2012.      | Смешно ћоше код Ђоше | Цврле      |
| 2012—2014. | Савршен дан          | Цврле      |

## Емисије
- Звезде Гранда (2008—2009)
- Фарма (2013)

## Дискографија
- Мистерија (2010)
- Херој (2014)
- Хаварија (2014)
- Мој грех (2015)
- Не ваљам (2016)
- Радио (2019)

## Фестивали
- 2014. Pink music fest - Херој